# Distretto di Otwock
Il distretto di Otwock (in polacco powiat otwocki) è un distretto polacco appartenente al voivodato della Masovia.

## Geografia antropica

### Suddivisioni amministrative
Il distretto comprende 8 comuni.
- Comuni urbani: Józefów, Otwock
- Comuni urbano-rurali: Karczew
- Comuni rurali: Celestynów, Kołbiel, Osieck, Sobienie-Jeziory, Wiązowna